# بيير فنسنت
بيير فنسنت (بالفرنسية: Pierre Vincent)‏ هو مدرب كرة سلة فرنسي، ولد في 17 أبريل 1964 في بريودي في فرنسا.

## روابط خارجية
- بيير فنسنت على موقع أوليمبيديا (الإنجليزية)